# Pařížov (Běstvina)
Pařížov je vesnice a část obce Běstvina v okrese Chrudim. Nachází se asi dva kilometry západně od Běstviny. Prochází zde silnice II/340. Pařížov je také název katastrálního území o rozloze 1,79 km².

## Historie
První písemná zmínka o vesnici pochází z roku 1397.

## Pamětihodnosti
- kostel svaté Máří Magdaleny
- Vodní mlýn
- Vodní nádrž Pařížov